# 132.ª Divisão de Infantaria (Alemanha)
A 132ª Divisão de Infantaria foi formada em 5 de outubro de 1940 como parte da 11ª onda. Foi formada a partir de partes da 27ª Divisão de Infantaria, a 263ª Divisão de Infantaria e 268ª Divisão de Infantaria.

## Área de operações
- Alemanha (Outubro 1940 - junho de 1941)
- Frente Oriental, setor norte (Junho de 1941 - outubro de 1944)
- Bolsão de Kurland (Outubro 1944 - maio de 1945)

## Comandantes
| Comandante                             | Data                                       |
| -------------------------------------- | ------------------------------------------ |
| Generalleutnant Rudolf Sintzenich      | (5 Outubro 1940 - 11 Janeiro 1942)         |
| General der Artillerie Fritz Lindemann | (11 Janeiro 1942 - 12 Agosto 1943)         |
| Generalleutnant Herbert Wagner         | (12 Agosto 1943 - 8 Janeiro 1945)          |
| Generalmajor Rudolf Demme              | (8 de janeiro de 1945 - 8 de maio de 1945) |

## Oficiais de Operações
- Oberstleutnant Hans Haas (Outubro 1940 - Novembro 1941)
- Major Hans von Beeltzig (Novembro 1941-6 Setembro 1942)
- Oberstleutnant Heinz Geyer (6 Setembro 1942 - 25 Setembro 1944)
- Oberstleutnant Albert Schneider (25 Setembro 1944 - 25 de março de 1945)
- Major Heinrich Dechamps (25 de março de 1945 - 8 de maio de 1945)

## História
A 132ª Divisão de Infantaria entrou em ação na região dos Balcãs sobre o antipartidária e operações de segurança, passando através das áreas de Marburgo, Drau-Cilli-Agram-Banja Luka para a área de Sarajevo. A Divisão foi aliviado pela 718ª Divisão de Infantaria, em finais de Maio de 1941. Depois de funções de segurança nos territórios ocupados da região dos Balcãs, a divisão foi transferida para a Frente do Leste, em preperação para o ataque contra a União Soviética.
Durante a invasão da União Soviética, a 132ª Divisão de Infantaria avançou através Lemberg, Ostrog / Rowno, Shitomir e outras áreas até que ele chegou na área de Kiev. Tomou parte no combate à Jusefowka, Berejaslaw e Jerkowzy e, mais tarde, perto da região de Cherson-Perekop no início da Crimeia. Depois de tomar parte no avanço para a Crimeia, em novembro de 1941, a divisão principal de serviço esta presente durante o cerco na fortaleza soviética de Sevestapol, no sudoeste da base da Península Criméia. A Divisão participou em não só do sítio, mas também do ataque na própria cidade e ajudou a esmagar as defesas russas e tomar a cidade de importância vital. A 132ª Divisão de Infantaria lutou na Criméia a partir de Novembro de 1941 até setembro de 1942, quando ele foi transferido para Armeegruppe Nord.
Depois de entrar em ação na região da Crimeia, em setembro de 1942, a 132ª Divisão de Infantaria foi deslocada para a frente de Leningrado onde tornou-se parte do 18º Exército, auxiliou numa tentativa de romper as linhas ao redor da cidade e lutou em Gaitolowo e Tschernaja.
A Divisão ajudou as posições alemãs contra o bolsão de Pogostje e lutou em Smerdynia muito bem. Em Sevestapol, porém, foi o contrário. Em Leningrado participou das operações em 1944 e acabou por ser forçada a uma série de retiradas, terminando a Guerra no bolso de Kourland, capturada pelo rápido avanço soviético até a sua rendição em maio de 1945.

## Ordem de Batalha
- Infanterie-Regiment 436
- Infanterie-Regiment 437
- Infanterie-Regiment 438
- Artillerie-Regiment 132
- Division-Füsilier-Batallon 132
- Panzerjäger-Abteilung 132
- Pionier-Bataillon 132
- Nachrichten-Abteiliung 132
- Sanitäts-Abteilung 132
- Feldersatz-Bataillon 132

## Serviço de Guerra
| Datas           | Corpo de Exército | Exército     | Grupo de Exército | Área                  |
| --------------- | ----------------- | ------------ | ----------------- | --------------------- |
| Nov 40          | L                 | 2º Exército  | C                 | Landshut              |
| Dez 40 - Fev 41 | LI                | 2º Exército  | C                 | Landshut              |
| Mar 41          | LV                | 2º Exército  | C                 | Landshut              |
| Abr 41 - Jun 41 | LI                | 2º Exército  | --                | Jugoslávia            |
| Jul 41          | XXXIV             | --           | OKH               | Sul da Rússia         |
| Ago 41          | IV                | 6º Exército  | Süd               | Kiev                  |
| Set 41          | XXXIV             | 6º Exército  | Süd               | Kiev                  |
| Out 41          | reserva           | --           | Süd               | Nikolayev, Krivoi Rog |
| Nov 41 - Dez 41 | LIV               | 11º Exército | Süd               | Perekop, Crimeia      |
| Jan 42          | LIV               | 11º Exército | Süd               | Criméia               |
| Fev 42 - Mai 42 | XXX               | 11º Exército | Süd               | Kertsch               |
| Jun 42 - Jul 42 | LIV               | 11º Exército | Süd               | Sebastopol            |
| Ago 42          | XXXXII            | 11º Exército | A                 | Kertsch               |
| Set 42          | XXXXII            | Krim         | A                 | Kertsch               |
| 1Out 42         | XXX               | 11º Exército | Nord              | Leningrado            |
| Nov 42 - Mai 43 | XXVIII            | 18º Exército | Nord              | Leningrado            |
| Jun 43          | reserva           | 18º Exército | Nord              | Leningrado            |
| Jul 43 - Nov 43 | XXVIII            | 18º Exército | Nord              | Leningrado            |
| Dez 43 - Jan 44 | VIII              | 16º Exército | Nord              | Newel                 |
| Fev 44          | I                 | 16º Exército | Nord              | Opotschka             |
| Mar 44          | X                 | 16º Exército | Nord              | Opotschka             |
| Abr 44          | reserva           | 16º Exército | Nord              | Opotschka             |
| Mai 44 - Jun 44 | L                 | 16º Exército | Nord              | Polozk                |
| Jul 44          | II                | 16º Exército | Nord              | Dünaburg              |
| Ago 44 - Set 44 | X                 | 18º Exército | Nord              | Letônia               |
| Out 44          | reserva           | 16º Exército | Nord              | Riga                  |
| Nov 44          | II                | 18º Exército | Nord              | Curlândia             |
| Dez 44          | Tomaschki         | 16º Exército | Nord              | Curlândia             |
| Jan 45          | X                 | 18º Exército | Nord              | Curlândia             |
| Fev 45          | X                 | 18º Exército | Kurland           | Curlândia             |
| Mar 45 - Abr 45 | I                 | 18º Exército | Kurland           | Curlândia             |